# 2 Hands
«2 Hands» — песня канадской певицы Тейт Макрей. Она была написана Райаном Теддером, Эми Аллен и Питером Райкрофтом, а также самой Макрей, при продюсировании Теддера и Райкрофта, и выпущена 14 ноября 2024 года на RCA Records в качестве второго сингла её предстоящего третьего студийного альбома So Close to What (2025). «2 Hands» — это песня в стиле электропоп и R&B, с сильным басом и синтезаторами, с текстом, описывающим жажду Макрей физического внимания со стороны её любовника.

## Предыстория
12 сентября 2024 года МакРей выпустила лид-сингл «It’s OK I’m OK»; песня имела коммерческий успех во всем мире. После успеха сингла она анонсировала продолжение «2 Hands» с датой выхода 14 ноября 2024 года. В музыкальном плане «2 Hands» — это электропоп и R&B песня с ближневосточными ритмами и тонкой синтезаторной подложкой. Макрей заявила в пресс-релизе к синглу:
«Песня «2 hands» показывает меня с другой стороны, нежели та, к которой привыкли люди. В песне передано чувство влюблённости и то, что иногда просто быть рядом с кем-то - это все, что вам действительно нужно. Подлинная связь не нуждается в постоянных заверениях или модных вещах, главное - просто быть вместе».

## Отзывы
Бриттани Спанос из Rolling Stone описала «2 Hands» как «электропоп-песню о любви», а Аарон Уильямс из Uproxx назвал её «похотливой песней», которая сохраняет атмосферу первого сингла «It’s OK I’m OK».

## Музыкальное видео
В клипе, снятом режиссёрами Bradley & Pablo на тему автоспорта, Макрей отправляется на заправку за новой коробкой молока, которое закончилось. Её бэк-танцоры-мужчины одеты в балаклавы, а каждый из них — в чёрно-оранжевый гоночный костюм. В этих же костюмах они изображены на обложке сингла вместе с Макрей. Видео переходит к Макрэй, также одетой в чёрно-оранжевый гоночный костюм, во время поездки на заправку, многочисленные дерзкие субтитры, а также сексуальные темы видны на протяжении всего видео, которое заканчивается тем, что Макрей исполняет хореографию Шона Бэнкхеда с танцорами-мужчинами, когда они соблазнительно танцуют в своих гоночных костюмах на заправке.

## Чарты
| Чарт (2024—2025)                    | Высшая позиция |
| ----------------------------------- | -------------- |
| Австралия (ARIA)                    | 14             |
| Канада (Billboard Canadian Hot 100) | 22             |
| Мир (Billboard Global 200)          | 32             |
| Ирландия (IRMA)                     | 6              |
| Литва (TopHit)                      | 9              |
| Нидерланды (Dutch Top 40)           | 40             |
| Нидерланды (Single Top 100)         | 49             |
| Новая Зеландия (Recorded Music NZ)  | 16             |
| Норвегия (VG-lista)                 | 21             |
| Польша (Polish Airplay Top 100)     | 99             |
| Сингапур (RIAS)                     | 23             |
| Швеция (Sverigetopplistan)          | 54             |
| Швейцария (Schweizer Hitparade)     | 41             |
| Великобритания (OCC UK Singles)     | 8              |
| США (Billboard Hot 100)             | 41             |